# Station Tambabashi
Station Tambabashi (丹波橋駅, Tambabashi-eki) is een spoorwegstation in de wijk Fushimi-ku in de Japanse stad  Kyoto. Het wordt aangedaan door de Keihan-lijn. Het station heeft in totaal vier sporen gelegen aan twee eilandperrons en is via een loopbrug met het station Kintetsu-Tambabashi verbonden. Daar het station door verschillende maatschappijen beheerd wordt, dient men bij een overstap naar een trein van een andere maatschappij een nieuw kaartje te kopen.

## Treindienst

### Keihan-lijn
| 1,2 | ■ Keihan-lijn | richting Sanjō en Demachiyanagi                            |
| 3,4 | ■ Keihan-lijn | richting Hirakatashi, Kyōbashi, Yodoyabashi en Nakanoshima |

## Geschiedenis
Het station werd in 1910 onder de naam Momoyama geopend. In 1913 kreeg het station de huidige naam. Tussen 1945 en 1968 stopten er ook treinen van de Kintetsu Kioto-lijn.

## Stationsomgeving
- Station Kintetsu Tambabashi aan de Kintetsu Kioto-lijn
- Kasteel Fushimi (ook wel kasteel Momoyama of Fushimi-Momoyama genoemd)
- Graf van keizer Kammu
- Autoweg 24
- 7-Eleven
- FamilyMart